# Gechingen
Gechingen ist eine Gemeinde im Landkreis Calw in Baden-Württemberg, der Teil des Regierungsbezirk Karlsruhe ist, und ein Dorf. Sie gehört zur Region Nordschwarzwald und weiterhin zur Randzone der europäischen Metropolregion Stuttgart.

## Geographie

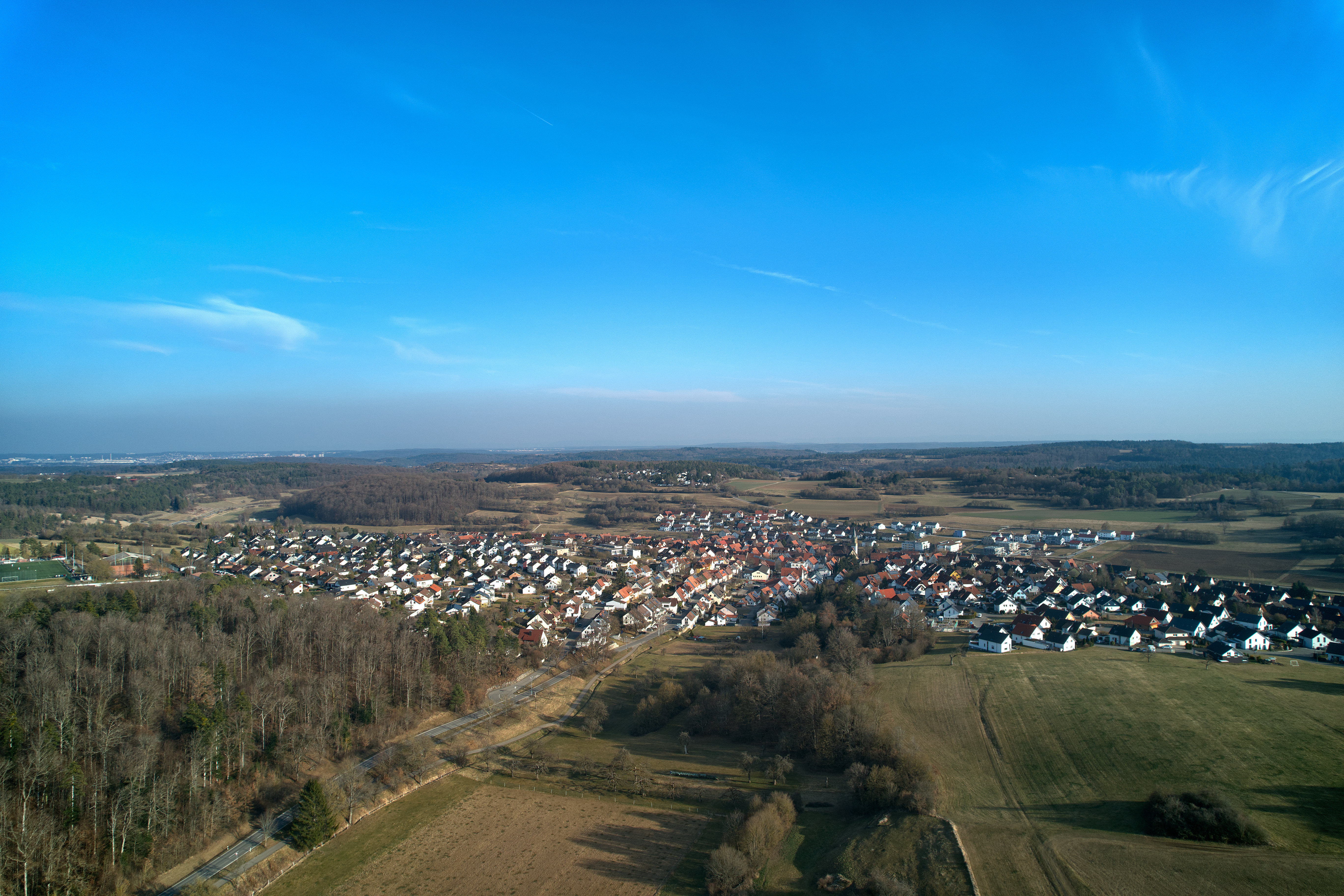
Gechingen Dorf aus nordwestlicher Richtung (2022)

### Geographische Lage
Gechingen liegt ca. 25 km südwestlich von Stuttgart im Hecken- und Schlehengäu, wenige Kilometer vom Schwarzwald entfernt und etwa auf halber Strecke zwischen Calw und Böblingen/Sindelfingen. Durch Gechingen fließt das Flüsschen Irm (schwäbisch Sau), welches über Aid und Würm in die Enz mündet. Der Ortskern selbst liegt im Tal, die umfangreichen Neubaugebiete erstrecken sich auch über die Hanglagen (Gailer, Bergwald, Angel, Kirchberg, Hahnenberg/Gänswasen).

### Nachbargemeinden
Nachbarorte sind im Norden Althengstett und Ostelsheim, nordöstlich Grafenau, im Osten und Süden Aidlingen (beide Landkreis Böblingen), im Südwesten Wildberg und im Westen Stammheim (Ortsteil von Calw).

### Gemeindegliederung
Zur Gemeinde gehören das Dorf Gechingen, der Ort Bergwald und die Höfe Berghöfe, Dachtgrubenhöfe und Waldhof.

### Schutzgebiete
Die Heckengäu-Landschaft um Gechingen ist zum Großteil über verschiedene Schutzgebietskategorien geschützt. Fünf Teilgebiete des Naturschutzgebiets Würm-Heckengäu befinden sich auf der Gemarkung. Die weiteren Offenlandflächen sind als Landschaftsschutzgebiet Hecken- und Schlehengäu, Gemarkung Gechingen geschützt. Gechingen hat zudem Anteil an zwei FFH-Gebieten, dem Calwer Heckengäu und der Gäulandschaft an der Würm.

## Geschichte

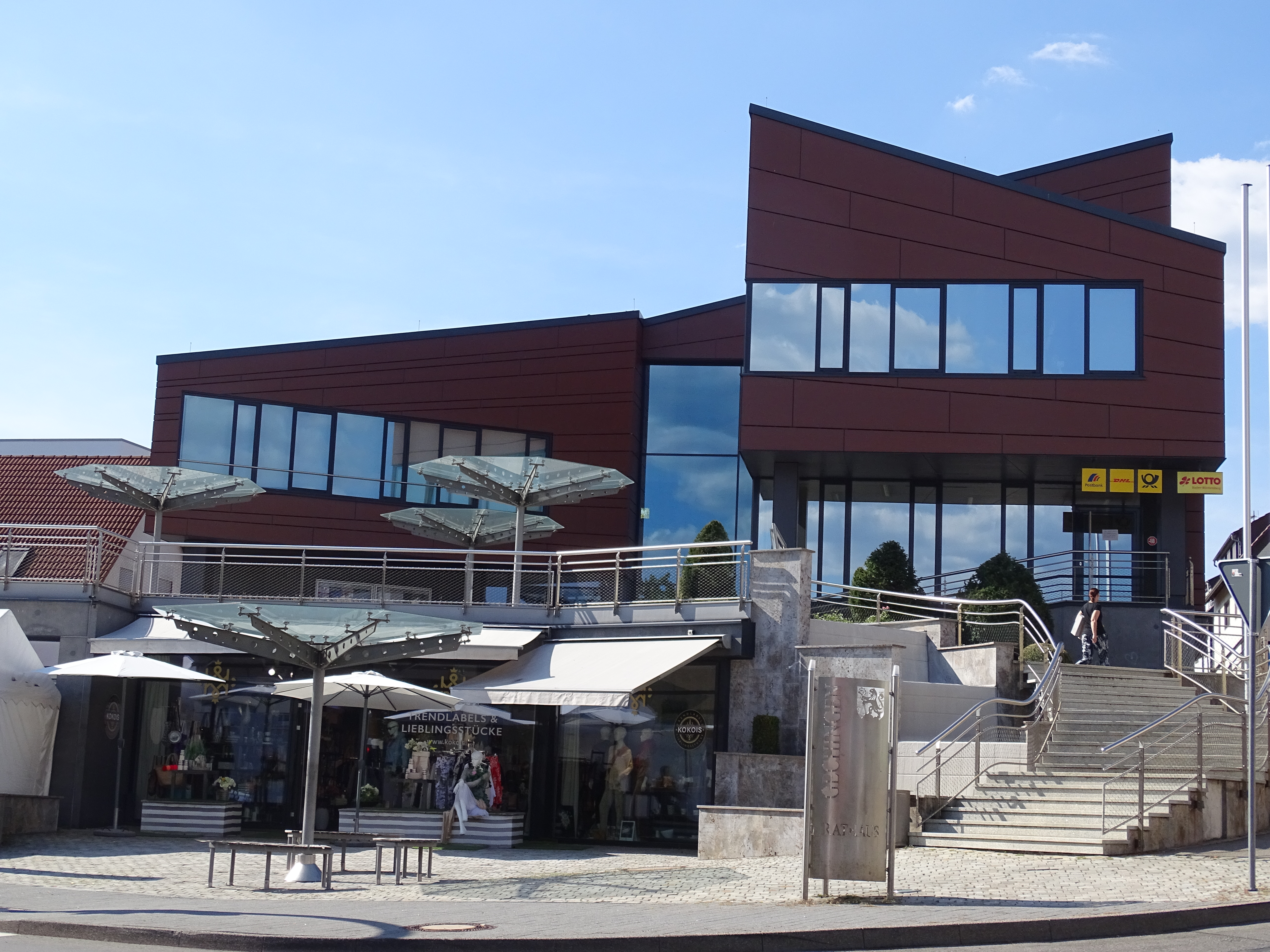
Rathaus Gechingen

### Vorgeschichte und Altertum
Auch wenn vermutlich bereits früher Menschen in der Region gesiedelt haben, stammen die ältesten gesicherten Fundstücke aus der Bronzezeit (Kirchhalde). Aus der Zeit der Kelten sind mehrere Grabhügel entdeckt worden. In den Nachbarorten (Stammheim, Althengstett) gibt es größere Funde aus der späten Römerzeit.

### Mittelalter
Gechingen gehört zu den ältesten alamannischen Dörfern. Ortsnamen auf „-ingen“ gehören zu den ersten Ansiedlungen, die im 4. bis 5. Jahrhundert gegründet wurden. Über die Entstehung des Ortsnamens gibt es zwei Vermutungen. Die eine leitet sich von dem Namen „Gacho“ ab. Die Endung „-ing“ war eine Geschlechtsbezeichnung. „Gacho-ingen“ bezeichnet die Mehrzahl, also „bei den Leuten des Gacho“ (vgl. Bildungen wie „Merowinger“ oder „Karolinger“). Die andere Deutung bezieht sich auf den Wasserreichtum des Ortes. Die Vorsilbe „ge“ bedeutet „viele“ (wie „Gebirge“ gleich „viele Berge“), „Aach“ oder „Gach“ ist der alte Name für Wasser, daraus könnte Gachingen als „Dorf am Wasser“ entstanden sein.
Eine Reichenauer Chronik von Anfang 1500 berichtet von einer Schenkung um das Jahr 830. Die sechzehn Orte (teils aus nächster Umgebung), die damals an das Kloster Reichenau fielen, sind namentlich genannt. Darunter wird auch „Gaichingen“ erwähnt. Die Schenkung kam von einem Sohn des Calwer Grafen Erlafried († 850) mit Namen Noting. Er war Bischof in dem oberitalienischen Bistum Vercelli. Eine weitere gesicherten Nennung erfolgte im Jahr 1200. Ein Marquart von Gechingen schenkte dem Kloster Hirsau zwei Huben. Das Wappenbuch des Landkreises Calw verzeichnet als Erstnennung Gechingens im Codex Hirsaugiensis das Jahr 1150.
Im 15. Jahrhundert kaufte das Kloster Herrenalb Gechingen von den Tübinger Pfalzgrafen.

### Neuzeit
1534 wurde unter Herzog Ulrich die Reformation in Gechingen eingeführt. Mit der damit einhergehenden Säkularisation des Klosters Herrenalb wurde Gechingen württembergisch.
Nach der Errichtung des Königreichs Württemberg wurde Gechingen 1808 dem Oberamt Calw zugeordnet.
Im Jahr 1881 fiel ein Großteil der damaligen Häuser einem Großbrand infolge Brandstiftung zum Opfer. Sämtliche Häuser der heutigen Gartenstraße (rechtsseitig) wurden ein Raub der Flammen. Noch heute wird berichtet, dass ein Mann um das heutige Anwesen Dachteler Str. 3 mit einer Bibel gelaufen ist und gebetet hat, dass das Haus nicht auch den Flammen zum Opfer fällt. Das Haus hatte lediglich leichte Brandschäden, wobei die umliegenden Häuser alle bis auf die Grundmauern abbrannten.
Während der NS-Zeit in Württemberg fanden zwei Kreisreformen statt. Zunächst gab es 1934 lediglich eine Umbenennung des Oberamts in Kreis Calw, dem Gechingen von 1934 bis 1938 angehörte. Mit der größeren Kreisreform von 1938 kam Gechingen zum erweiterten Landkreis Calw.
Am 20. April 1945, kurz vor Ende des Zweiten Weltkriegs, erlebte Gechingen einen Luftangriff, bei dem sieben Menschen ums Leben kamen, darunter ein französischer Kriegsgefangener. Auf dem Gechinger Friedhof wurden alle Opfer in einem Grab beigesetzt. Bereits am nächsten Tag besetzten Französische Soldaten den Ort ohne größeren Widerstand.
Nach dem Zweiten Weltkrieg wurde der Ort Teil der Französischen Besatzungszone und erfuhr somit die Zuordnung zum neu gegründeten Land Württemberg-Hohenzollern, welches 1952 im Land Baden-Württemberg aufging.
In den 1960er Jahren entstand der Ortsteil Bergwald als reine Wohnsiedlung. In den 1970er und 1980er Jahren expandierte die Gemeinde durch die benachbarten Ansiedlung von größeren Firmen wie Daimler und IBM.

### Hochwasser 2009

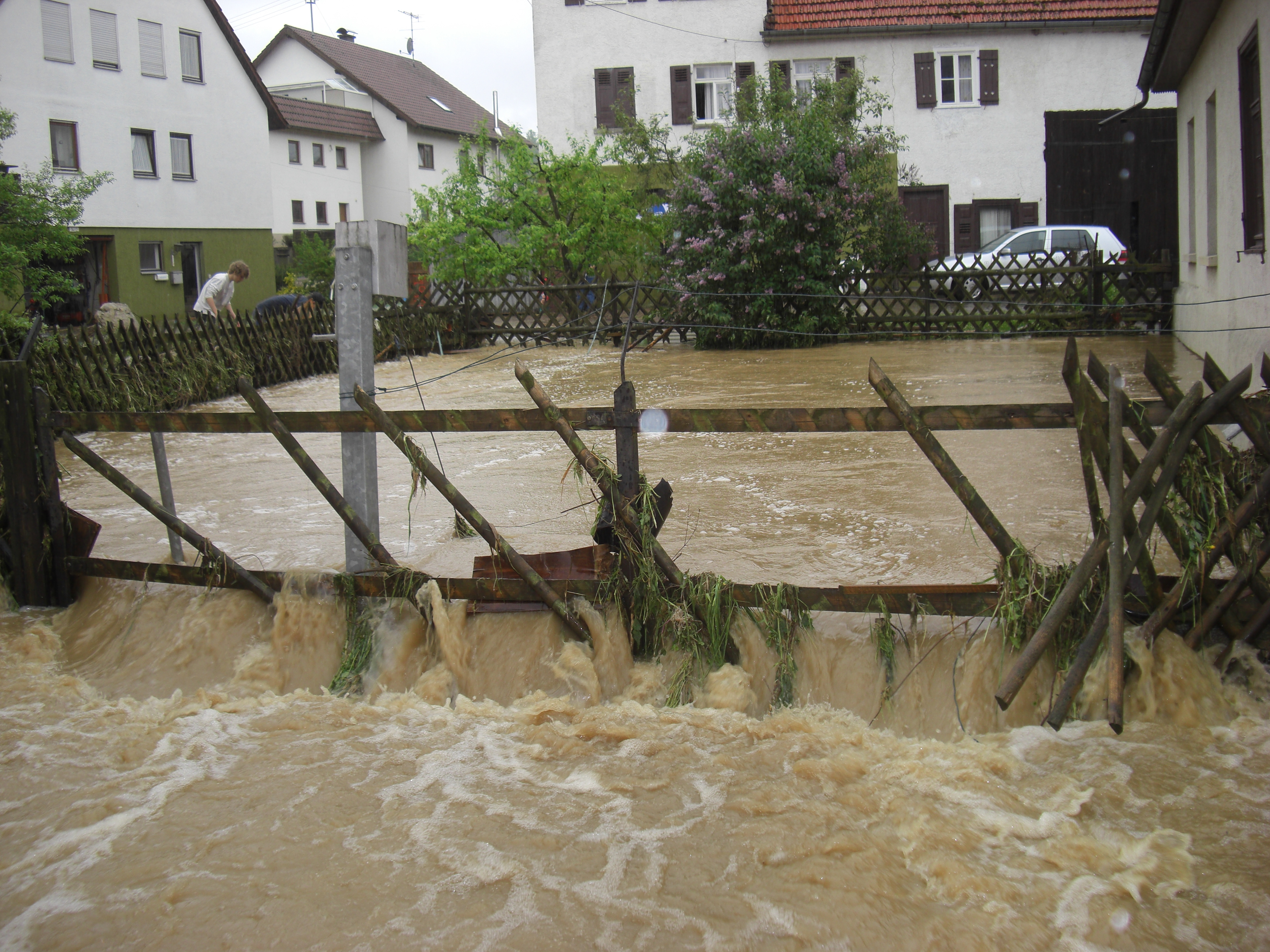
Hochwasser in Gechingen

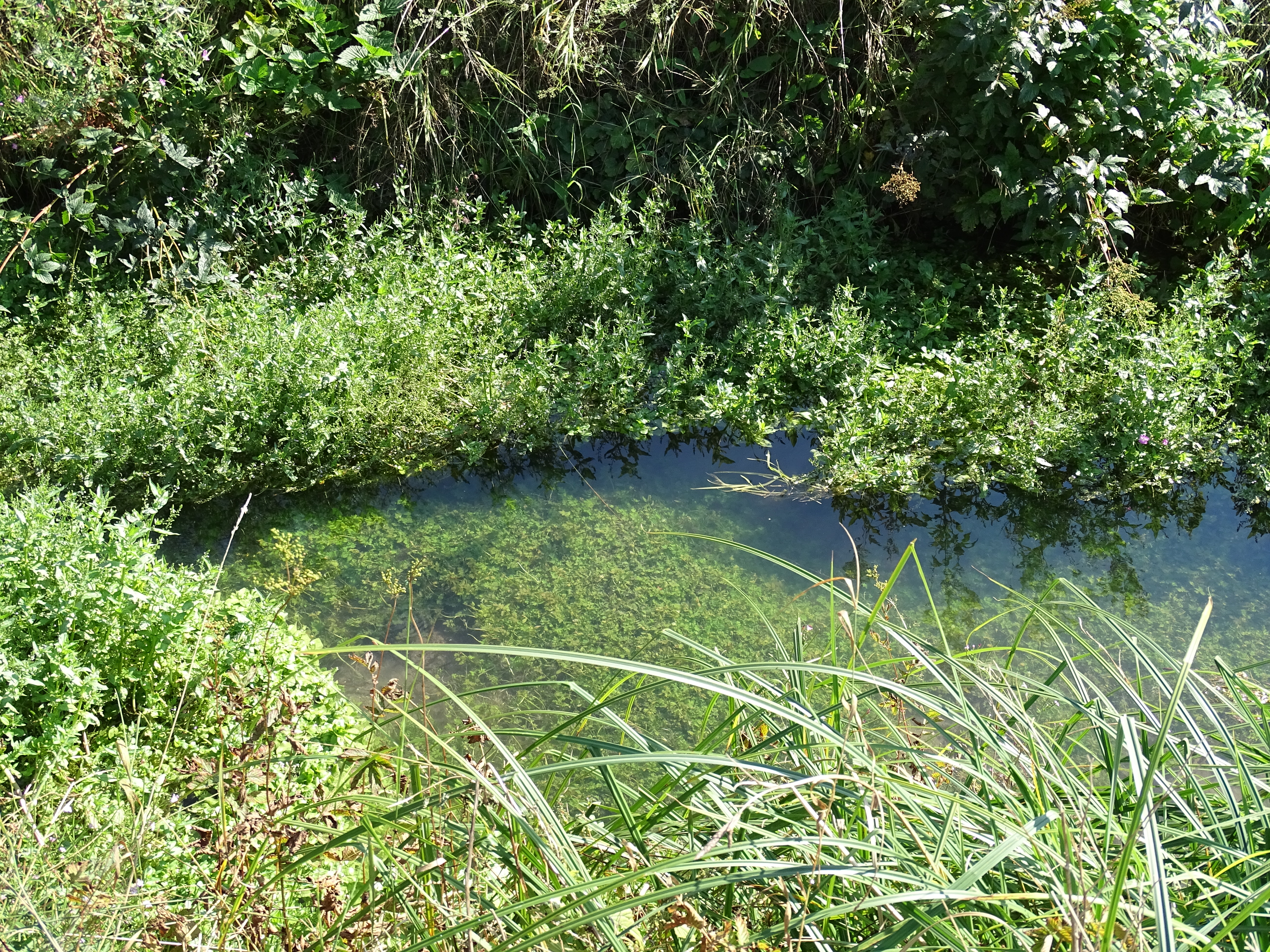
Die Irm im Sommer 2018

Am Freitag, dem 15. Mai 2009, wurde das Gebiet um Gechingen, Althengstett und Ostelsheim von einem gewaltigen Unwetter befallen, das eine Überflutung von Straßen und Feldern bewirkte. Der starke Regen führte zu einer kompletten Überflutung ab der Dorfäckerstraße, die Wassermassen flossen weiter in den Ortskern, vorbei an dem Rathaus und weiter zur Irm. Eine Art Fluss hatte sich durch Gechingen gebildet. Die Irm weitete sich auf 30 Meter aus und floss weiter in Richtung Aidlingen.
Durch das Hochwasser waren etliche Keller und Garagen geflutet worden, selbst die Pflastersteine im Ortskern wurden weggespült. Ein Lebensmittelladen in Gechingen konnte wegen eines Totalschadens nicht wieder in Betrieb genommen werden.
Die Polizei musste sämtliche Zufahrtsstraßen nach Gechingen sperren. Mehrere Freiwillige Feuerwehren aus dem Landkreis waren mit rund 300 Mann im Einsatz. Sie mussten vor allem vollgelaufene Keller leer pumpen. Dabei entstanden durch aufgeschwemmte Heizöltanks zunächst die größten Probleme. Mehrere Tiefgaragen, in denen einige Fahrzeuge geparkt waren, standen bis zur Decke unter Wasser.
Laut Schätzungen der Polizei betrug der Schaden um die 4 Millionen Euro.

## Politik

### Verwaltungsverband
Gechingen ist eine eigenständige Kommune und gehört zum Gemeindeverwaltungsverband Althengstett, zum Landkreis Calw, zur Region Nordschwarzwald, Regierungsbezirk Karlsruhe, Baden-Württemberg.

### Bürgermeister
Bürgermeister ist Jens Häußler. Im Oktober 1994 wurde Jens Häußler im zweiten Wahlgang mit 56 Prozent der Stimmen zum Bürgermeister von Gechingen gewählt. Im Jahr 2002 wurde er mit 83 Prozent, 2010 mit 92 Prozent der abgegebenen Stimmen bestätigt.

### Gemeinderat
Die Kommunalwahl am 9. Juni 2024 ergab folgende Stimm- und Sitzverteilung: Die Wahlbeteiligung lag bei 68,74 %.
| Bürger-Union                       | 32,16 % | 5 Sitze | 2019: 47,0 %, 7 Sitze |
| Gechinger Freie Wählergemeinschaft | 53,42 % | 7 Sitze | 2019: 28,9 %, 4 Sitze |
| SPD                                | 14,42 % | 2 Sitze | 2019: 26,1 %, 3 Sitze |

### Haushalt
Die Gemeinde Gechingen ist mit Stand vom 31. Dezember 2021 schuldenfrei.

### Wappen
Das 1955 verliehene Wappen zeigt in Gold auf blauem Dreiberg einen aufgerichteten roten Löwen, der in den Pranken einen blauen Abtsstab hält. Es enthält Elemente das Calwer Wappens (Löwe und Dreiberg), der Abtsstab deutet die ehemalige Zugehörigkeit zu den Klöstern Herrenalb und später Merklingen an.

## Religionen
Gechingen ist seit der Reformation evangelisch geprägt und hat bis heute eine evangelische Kirchengemeinde (Kirchenbezirk Calw-Nagold); römisch-katholische Bürger werden von Aidlingen aus betreut. Ferner existiert unter anderem eine Kapelle der Siebenten-Tags-Adventisten.

## Wirtschaft und Infrastruktur
Gechingen besitzt ein Gewerbegebiet am Ortsausgang Richtung Gültlingen. Der größte Betrieb ist der Medizingerätehersteller Dürr Optronik (früher Gechinger Motoren Dürr+Co), ein Unternehmen der Dürr-Dental-Gruppe, daneben gibt es kleinere Handwerks- und Dienstleistungsbetriebe. Ein erheblicher Anteil der Berufstätigen sind Pendler nach Böblingen, Sindelfingen oder Stuttgart.

### Verkehr
Verkehrsmäßig ist Gechingen über Kreisstraßen in Richtung Calw und Böblingen angeschlossen. Die nächste Autobahn-Anschlussstelle (Gärtringen) liegt etwa zehn Kilometer östlich (A 81). Von Böblingen über Aidlingen-Dachtel und Gechingen nach Calw verkehrt eine Buslinie.

### Bildungseinrichtungen
In Gechingen gibt es eine Grundschule (Schlehengäuschule) mit Turnhalle und Hallenbad.

## Kultur und Sehenswürdigkeiten

### Martinskirche

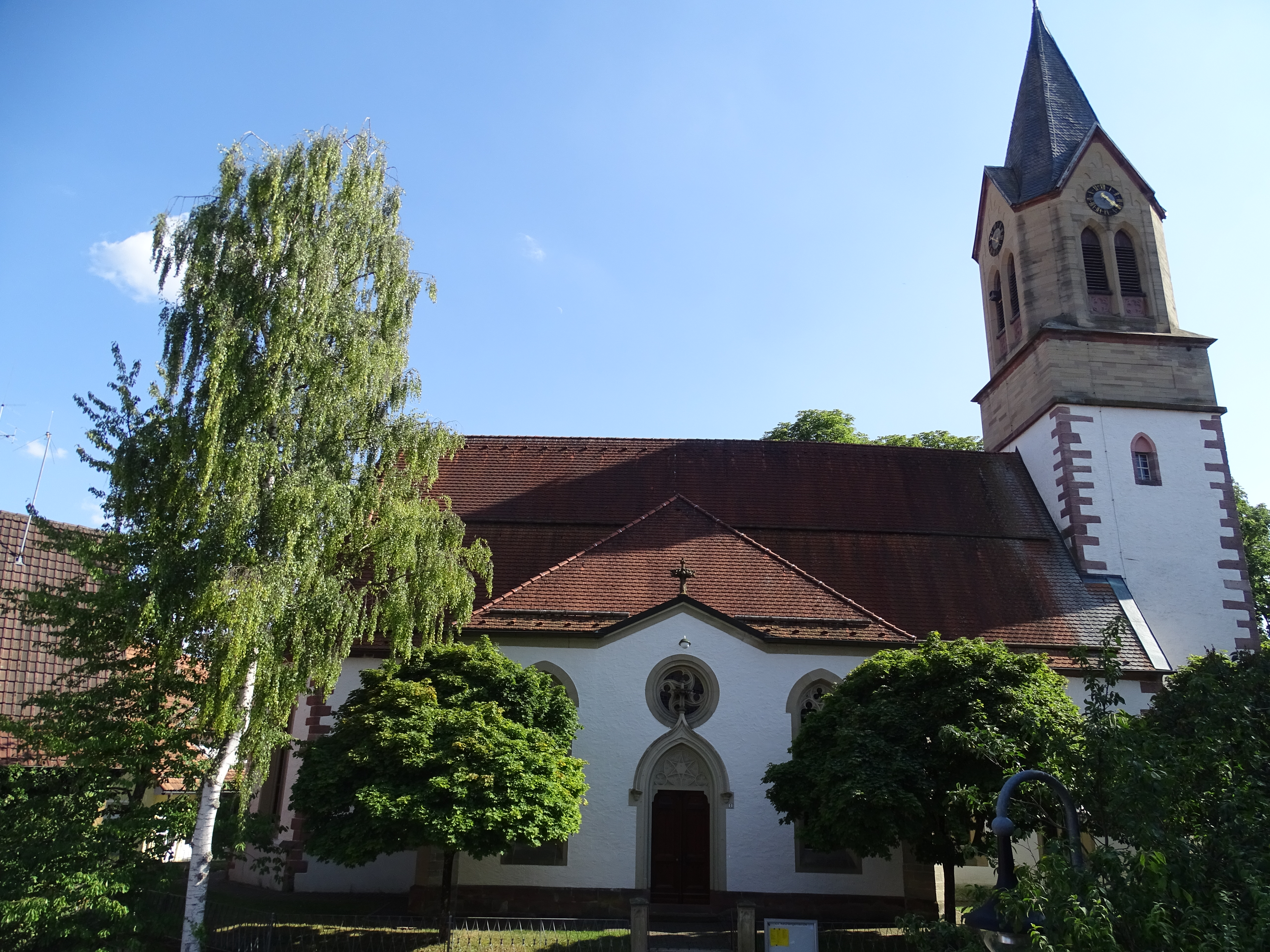
Martinskirche Gechingen

Die 1481 errichtete Martinskirche ist die Pfarrkirche der evangelischen Kirchengemeinde Gechingen im Kirchenbezirk Calw-Nagold. Verschiedene Quellen bezeugen, dass es in Gechingen bereits vor dieser eine ältere Kirche gab. Der Kirchenname erinnert wohl an Martin von Tours (um 316–397), daher ist es wahrscheinlich, dass die erste Kirche in fränkischer Zeit, also um 700 entstand, da Martin der Schutzheilige Frankens war. Das Patronat hatten zum Teil Baden und die Truchsessen von Waldeck inne, die es 1417/28 an Württemberg übergaben. Der badische Anteil wurde 1453 dem katholischen Chorherrenstift Baden-Baden einverleibt. Erst 1806 gelangte die bereits 1534 mit der Reformation protestantisch gewordene Kirche an Württemberg. Die spätgotische Kirche erhielt 1568 einen Turm und 1743 ein neues Langhaus. 1865 bis 1867 wurde die Kirche um 120 Plätze vergrößert. Der Kirchturm wurde 1876 von 24 auf 42 Meter erhöht. Eine Orgel vom Orgelbauer Johann Viktor Gruol aus Bissingen an der Teck aus dem Jahr 1842 befindet sich heute in der Musikhistorischen Sammlung Jehle im Stauffenberg-Schloss in Albstadt-Lautlingen. Das dreistimmige Geläut wurde im Jahr 1495 von dem Heilbronner Glockengießer Bernhart Lachaman gegossen. Die kleinste Glocke musste aber sowohl im Ersten Weltkrieg als auch – nach Neuguss – im Zweiten Weltkrieg zur Rüstungsproduktion abgeliefert werden. 1951 wurde das Geläut wieder vervollständigt durch einen erneuten Guss der kleinen Glocke durch die Gießerei Kurtz in Stuttgart. Bei einem Luftangriff gegen Ende des Zweiten Weltkriegs wurde die Kirche erheblich beschädigt, zu einer Instandsetzung kam es erst Anfang der 1950er Jahre. In diesem Zusammenhang schuf der Stuttgarter Glaskünstler Wolf-Dieter Kohler 1954 das bleiverglaste Rundfenster über dem Altar. Es enthält als zeitgeschichtlich sprechendes Bekenntnis nach NS-Zeit und Krieg in der Mitte das Zeichen des wahren Herrn der Welt, die Majestas Domini, umgeben von vier biblischen Szenen: Sündenfall sowie Geburt, Taufe und Kreuzabnahme Jesu.
In der evangelischen Gemeinde wirkte von 1960 bis 1972 Adolf Burkhardt als Pfarrer. Er gründete eine Esperanto-Gruppe, deren Mitglieder bis heute für die internationale Sprache eintreten.
Etwa einmal monatlich findet in der Kirche ein katholischer Gottesdienst statt.

### Heimatmuseum
Das Museum Appeleshof bietet Einblicke in die Geschichte und Lebensweise der Bewohner Gechingens.

## Söhne und Töchter der Gemeinde
- Friedrich von Brackenhammer (1810–1889), Theologe, Generalsuperintendent von Heilbronn
- Elsa-Klara Schmidt (1891–1965), Brauerei-Unternehmerin und Kunstsammlerin